# 東京女子医科大学・早稲田大学連携先端生命医科学研究教育施設
東京女子医科大学・早稲田大学連携先端生命医科学研究教育施設（とうきょうじょしいかだいがく・わせだだいがくれんけいせんたんせいめいいかがくけんきゅうきょういくしせつ、TWIns）は、東京女子医科大学と早稲田大学が共同で建設、運営する医学・理学・工学の融合によって生命医科学研究を推進する生命医科学研究教育施設である。

## 概要
東京女子医大病院に隣接する国有地の払い下げにより、2千坪という敷地が確保され、2008年4月から活動を開始した。早稲田大学先端生命医科学センターの医工学・生命科学系の研究室、および東京女子医科大学の先端生命医科学研究所があり、関連する企業も入居する。医工連携の拠点として日々研究が進められる。設立前にはそれぞれの大学の建屋が別々に建てられるという案が出ていたが、連携の意義を考慮して現在の1棟の建物内に両大学の施設が入居することになった。
2017年に医工連携を担う人材育成拠点の形成の功績により、日本医療研究開発大賞 経済産業大臣賞が授与された。